# George Beattie
George Beattie (* 28. Mai 1877 in Montreal; † 6. April 1953 in Hamilton, Ontario) war ein kanadischer Sportschütze.

## Erfolge
George Beattie startete bei den Olympischen Spielen 1908 in London in der Disziplin Trap. In dieser wurde er hinter seinem Landsmann Walter Ewing mit 60 Punkten und vor Alexander Maunder und Anastasios Metaxas mit je 57 Punkten Zweiter und sicherte sich so die Silbermedaille. Auch den Mannschaftswettbewerb schloss er mit der kanadischen Mannschaft auf dem zweiten Rang ab, mit 405 Punkten nur zwei Punkte hinter der ersten britischen Mannschaft. 1920 in Antwerpen verpasste er die Medaillenränge im Einzel, während er mit der Mannschaft nach sieben Runden und 474 Punkten Fünfter wurde. Vier Jahre darauf belegte er in Paris mit 96 Punkten und damit nur ein Punkt hinter den Medaillenrängen den sechsten Rang der Einzelkonkurrenz. Mit der Mannschaft gewann er dagegen sein nunmehr drittes Olympiasilber. Das US-amerikanische Team gewann mit drei Punkten Vorsprung vor den Kanadiern Gold.
Den Großteil seines Lebens verbrachte Beattie in Hamilton und arbeitete als Wildhüter im damaligen Wentworth County, dessen Gebiet heute zur Großstadt Hamilton gehört.